# Hallschlag
Hallschlag es un municipio localizado en el oeste de Alemania, dentro del estado federado de Renania Palatinado. Está situado al noroeste de Tréveris, en la región natural de Eifel y en una posición fronteriza con Bélgica.

## Historia

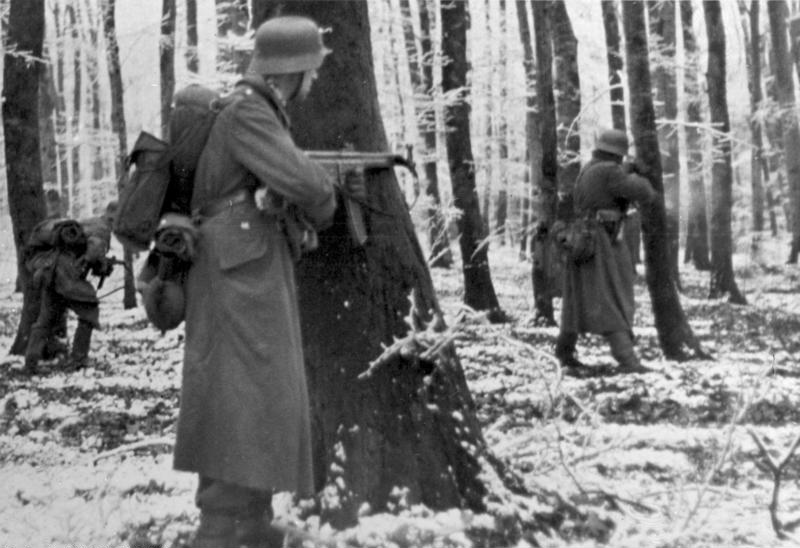
Soldados alemanes durante batalla de las Ardenas.

La primera mención que se conoce de Hallschlag está en un documento datado en 1322. Su historia durante la Edad Media y Contemporánea  está ligada en gran medida al lugar fortificado de Kronenburg situado en sus cercanías.
En el otoño de 1794 la región fue invadida por tropas francesas y los señoríos existentes  desaparecieron bajo un nuevo modelo de administración similar al de Francia. Esta administración fue mantenida por Prusia cuando en 1819 se hizo cargo del territorio tras el congreso de Viena.
Durante las décadas centrales del siglo XIX se comenzaron a construir las primeras carreteras y ferrocarriles en la región. Ya en el siglo XX, la comuna perdió a buena parte de su juventud durante la I Guerra Mundial. En esta contienda se erigió en sus cercanías una fábrica secreta de explosivos en la que llegaron a trabajar 2000 personas. Siguió funcionando tras la guerra bajo control de los aliados. Las instalaciones fueron destruidas por una explosión en 1920 la cual, además, provocó que diverso material quedase desperdigado en un área de varios km.
La Segunda Guerra Mundial significó para la localidad una destrucción del 80 % ya que se encontraba en el área de la batalla de las Ardenas.
Desde la década de 1960 se han producido en Renania-Palatinado varias reformas administrativas con el fin de unir pequeñas poblaciones en mancomunidades. De esta manera, en 1970, surgió la de Obere Kyll a la que pertenece Hallschlag.

## Geografía

Situación de Hallschlag dentro del distrito de Vulkaneifel.

### Localización
El municipio de Hallschlag se sitúa en el norte de Renania-Palatinado, a pocos km de Bélgica y en el límite con Renania del Norte. Limita con los siguientes municipios:
| Noroeste: Scheid           | Norte: Hellenthal y Dahlem | Noreste: Dahlem |
| Oeste: Scheid y Hellenthal |                            | Este: Dahlem    |
| Suroeste: Hellenthal       | Sur: Ormont                | Sureste: Dahlem |

### Características del territorio

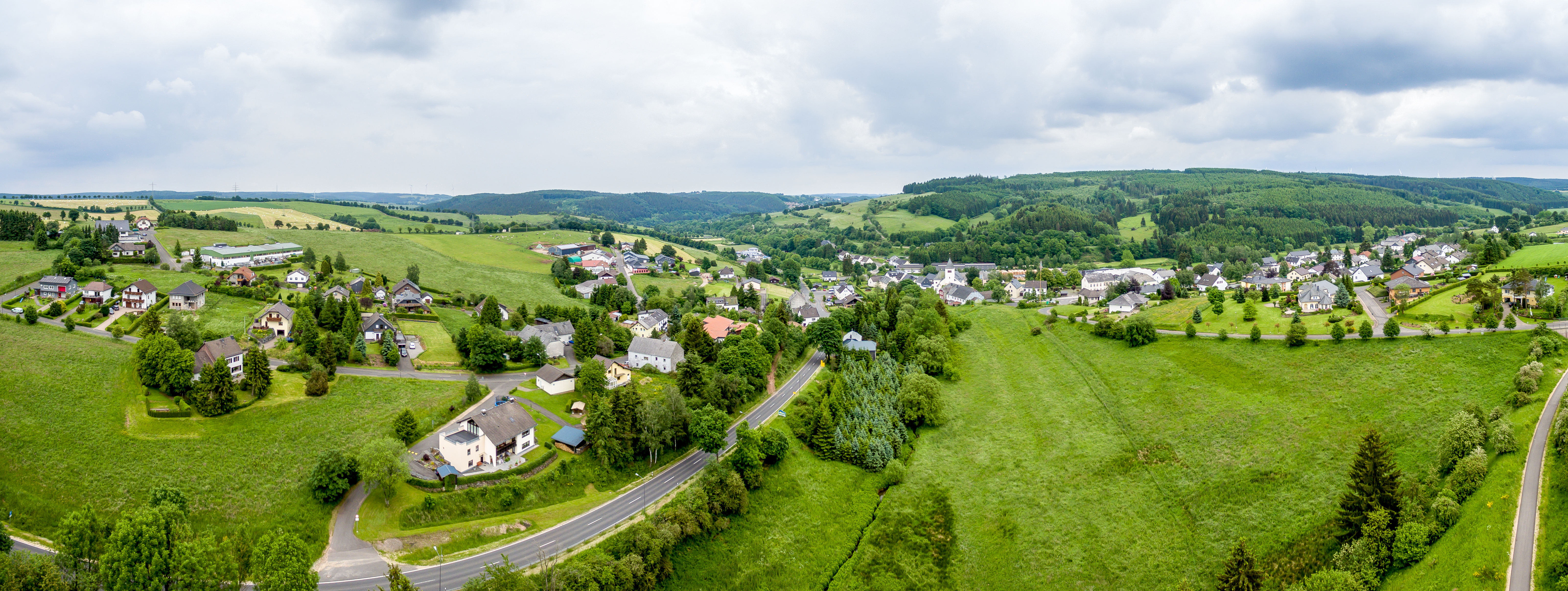
Panorama de Hallschlag

El territorio municipal de Hallschlag abarca una superficie de 1274 ha situadas a una altitud de entre 490 y 640 m s. n. m..
El casco urbano, en sí, ocupa unas 120 ha. El área cultivada se compone de 710 ha (56 %) con lo que supone una parte predominante en el término. Las áreas boscosas abarcan 420 ha (33 %) y las sumergidas por el agua, unas residuales 13 ha (1 %).
El territorio municipal esta atravesado por el arroyo Taubkyll afluente del río Kyll al que se une en el pantano Kronenburger See, que alimentan ambos caudales. Igualmente discurren otros arroyos como Gönsbach, Fangbach y Seifenbach, todos ellos afluentes del citado Taubkyll.
La localidad está situada en la región natural de Eifel donde, debido a su altitud, rige un clima continental dentro del área de clima oceánico del noroeste de Europa. Está caracterizado por una mayor oscilación térmica anual así como nieves y heladas durante el invierno. Los valores climáticos medios de la estación meteorológica de Nürburg situada a 47 km son los siguientes:
| Parámetros climáticos promedio de la Eifel-Wetterstation Nürburg-Barweiler | Parámetros climáticos promedio de la Eifel-Wetterstation Nürburg-Barweiler | Parámetros climáticos promedio de la Eifel-Wetterstation Nürburg-Barweiler | Parámetros climáticos promedio de la Eifel-Wetterstation Nürburg-Barweiler | Parámetros climáticos promedio de la Eifel-Wetterstation Nürburg-Barweiler | Parámetros climáticos promedio de la Eifel-Wetterstation Nürburg-Barweiler | Parámetros climáticos promedio de la Eifel-Wetterstation Nürburg-Barweiler | Parámetros climáticos promedio de la Eifel-Wetterstation Nürburg-Barweiler | Parámetros climáticos promedio de la Eifel-Wetterstation Nürburg-Barweiler | Parámetros climáticos promedio de la Eifel-Wetterstation Nürburg-Barweiler | Parámetros climáticos promedio de la Eifel-Wetterstation Nürburg-Barweiler | Parámetros climáticos promedio de la Eifel-Wetterstation Nürburg-Barweiler | Parámetros climáticos promedio de la Eifel-Wetterstation Nürburg-Barweiler | Parámetros climáticos promedio de la Eifel-Wetterstation Nürburg-Barweiler |
| Mes                                                                        | Ene.                                                                       | Feb.                                                                       | Mar.                                                                       | Abr.                                                                       | May.                                                                       | Jun.                                                                       | Jul.                                                                       | Ago.                                                                       | Sep.                                                                       | Oct.                                                                       | Nov.                                                                       | Dic.                                                                       | Anual                                                                      |
| -------------------------------------------------------------------------- | -------------------------------------------------------------------------- | -------------------------------------------------------------------------- | -------------------------------------------------------------------------- | -------------------------------------------------------------------------- | -------------------------------------------------------------------------- | -------------------------------------------------------------------------- | -------------------------------------------------------------------------- | -------------------------------------------------------------------------- | -------------------------------------------------------------------------- | -------------------------------------------------------------------------- | -------------------------------------------------------------------------- | -------------------------------------------------------------------------- | -------------------------------------------------------------------------- |
| Temp. máx. media (°C)                                                      | 1                                                                          | 2                                                                          | 5                                                                          | 9                                                                          | 14                                                                         | 17                                                                         | 19                                                                         | 19                                                                         | 16                                                                         | 11                                                                         | 5                                                                          | 2                                                                          | 10                                                                         |
| Temp. mín. media (°C)                                                      | −3                                                                         | −3                                                                         | −1                                                                         | 2                                                                          | 6                                                                          | 9                                                                          | 11                                                                         | 11                                                                         | 9                                                                          | 5                                                                          | 1                                                                          | −2                                                                         | 3.8                                                                        |
| Lluvias (mm)                                                               | 72                                                                         | 60                                                                         | 70                                                                         | 64                                                                         | 74                                                                         | 79                                                                         | 81                                                                         | 83                                                                         | 64                                                                         | 66                                                                         | 78                                                                         | 80                                                                         | 871                                                                        |
| Días de lluvias (≥ 1.0 mm)                                                 | 20                                                                         | 19                                                                         | 18                                                                         | 17                                                                         | 17                                                                         | 16                                                                         | 16                                                                         | 17                                                                         | 14                                                                         | 16                                                                         | 20                                                                         | 20                                                                         | 210                                                                        |
| Fuente: Wetterkontor (valores para el periodo 1961 a 1990)                 |                                                                            |                                                                            |                                                                            |                                                                            |                                                                            |                                                                            |                                                                            |                                                                            |                                                                            |                                                                            |                                                                            |                                                                            |                                                                            |

## Demografía

### Hábitat humano
A 31 de diciembre de 2015 vivían 493 individuos en el municipio. La evolución de la población experimentó, hasta finales del anterior siglo, un paulatino ascenso que la llevó de 449 habitantes en 1962 a 607 en 1997. A partir de entonces retrocedió hasta quedar en 468 en 2013. En los últimos dos años ha conseguido frenar la caída y presentar un balance positivo para situarse en los citados 493 individuos en 2015. Su densidad de población se sitúa en 39 habitantes por km², muy inferior a la que se da en Renania-Palatinado donde viven 204 personas por km².
El casco urbano de la localidad se compone principalmente de viviendas unifamiliares (78 %) u ocupadas por dos hogares (16 %). Las edificaciones que albergan más de tres viviendas son pocas, el 6 % del total. En este último tipo de edificación se sitúan el 19 % de los domicilios, un nivel inferior al de Renania-Palatinado que es del 37 %.

### Características sociales
| Hombres | Edad     | Mujeres |
| ------- | -------- | ------- |
| 2,93    | 75 y más | 5,47    |
| 5,66    | 65-75    | 4,88    |
| 8,20    | 55-65    | 5,66    |
| 6,45    | 45-55    | 9,18    |
| 6,64    | 35-45    | 6,45    |
| 6,45    | 25-35    | 4,69    |
| 8,20    | 15-25    | 6,64    |
| 5,47    | 0-15     | 7,03    |

En 2015, de los 493 habitantes, 246 eran hombres y 247 mujeres. Un 13 % eran extranjeros, porcentaje superior al 10 % que se daba a nivel regional y al 9 % para el total de Alemania.
Dentro del ámbito religioso, según el censo de 2011, un 78 % de los habitantes se declaraban cristianos (72 % católicos y 6 % evangélicos) mientras que un 22 % profesaban otras religiones o no seguían ninguna. El porcentaje de cristianos estaba en línea con el total regional, que era un 77 % (45 % católicos y 32 % evangélicos) y era superior al nacional, donde se censaba un 59 % (30 % católicos y 29 % evangélicos).
De acuerdo al mismo censo de 2011, las familias con hijos representaban el 62 %, más que el total regional del 56 %. Las familias monoparentales eran el 16 %, superior al regional del 12 %.

### Asociaciones
Los habitantes de Hallschlag cuentan con varias asociaciones. Aparte de un cuerpo de  bomberos voluntarios y un club de fútbol, han formado un coro para la iglesia así como una agrupación musical. También, tienen una comparsa de carnaval y la tradicional Schützenverein que se da en muchas localidades alemanas.

## Administración

### Estructura
El municipio está regido por un consejo de ocho miembros dirigido por el alcalde. En el ejercicio de 2014 tuvo unos ingresos totales de 966 000 euros y unos gastos 650 000 euros. Al final de ese ejercicio mantenía una deuda de 320 000 euros.
Junto a otros trece municipios vecinos forman la mancomunidad Obere Kyll, con sede en Jünkerath, que asume un buen número de responsabilidades tales como; funcionamiento de los centros escolares; protección antiincendios; construcción y funcionamiento de centros deportivos; abastecimiento de agua potable y ordenamiento urbanístico. También asume la gestión de competencias estatales como la emisión de documentos de identidad o la ordenanza en las carreteras. La mancomunidad tiene una caja propia que se nutre con las aportaciones de los municipios que la integran.
Judicialmente se encuentra dentro de los siguientes ámbitos judiciales: local o  Amtsgericht de Prüm, el regional o Landgericht de Tréveris y el regional superior o Oberlandesgericht de Coblenza.

### Política
| Resultados electorales en el municipio de Hallschlag (datos en %) |               |      |      |      |     |       |       |       |
| Elecciones                                                        | participación | SPD  | CDU  | AfD  | FDP | Grüne | Linke | otros |
| Federales 2013                                                    | 57,5          | 22,6 | 52,2 | 7,5  | 2,5 | 6,9   | 4,4   | 3,9   |
| Europeas 2014                                                     | 53,2          | 34,4 | 35,2 | 10,4 | 4,0 | 5,6   | 2,4   | 8,0   |
| Regionales 2016                                                   | 69,6          | 39,0 | 28,1 | 15,3 | 7,2 | 2,8   | 2,8   | 4,8   |

En cuanto a simpatías políticas, estas muestran una variación dependiendo del tipo de elecciones. Así, mientras que en las elecciones federales, el partido más votado fue la CDU (Unión Demócrata Cristiana), en las elecciones regionales, este puesto lo alcanzó el SPD (Partido Socialdemócrata).
Para las elecciones municipales, en Renania-Palatinado rige un sistema de elección con listas abiertas por el cual los electores dan su voto a individuos particulares independientemente del partido al que pertenezcan.

## Infraestructuras

### Comunicaciones

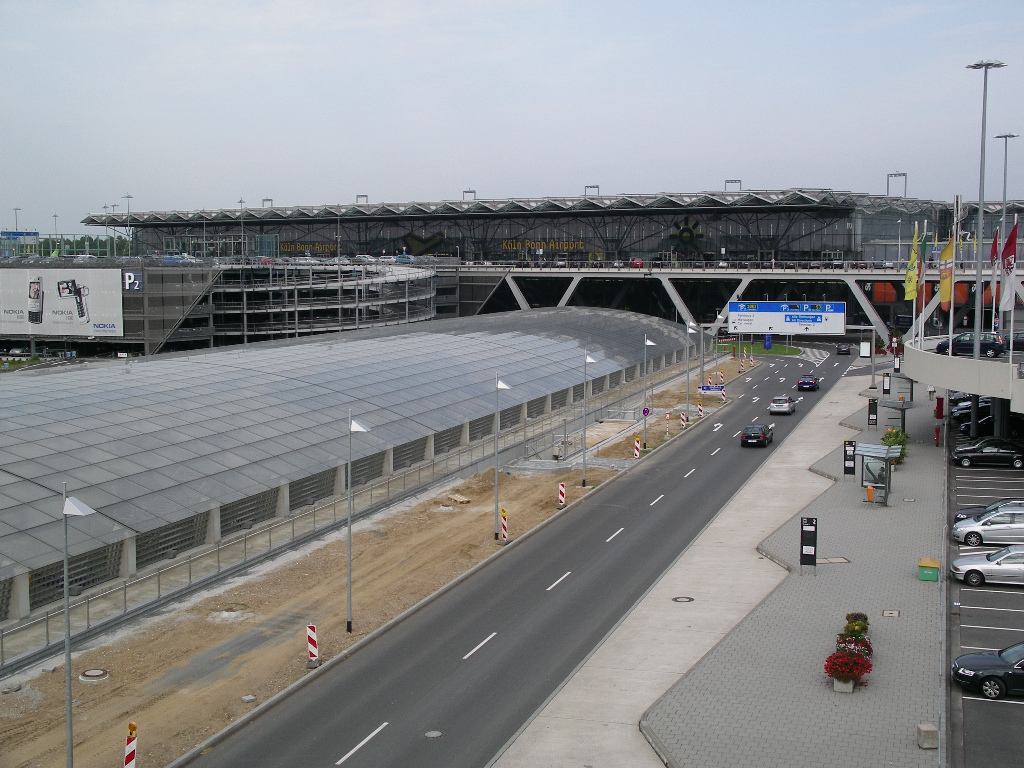
El aeropuerto de Colonia/Bonn, a 90 km, es el más cercano a Hallschlag.

La principal carretera que atraviesa Hallschlag es la carretera federal (Bundesstraße) B421 que la comunica hacia el oeste con la B265 que discurre junto a la frontera germano-belga y en dirección este con las poblaciones vecinas de Kronenburg, Stadtkyll y con Jünkerath, sede de la mancomunidad Oberer Kyll. La carretera continúa en esta dirección hasta finalizar al inicio de la autopista A1. Tres carreteras regionales (Landesstraße) parten del pueblo: la L20, al sur, le da acceso a Ormont y a la autopista A60 a través de Bleialf; la  Scheider Strasse, al oeste, lo comunica con la vecina Scheid; y la L22, al norte, le une con Berk y Rescheid. Finalmente, la carretera comarcal (Kreisstraße) K81, por su parte, la conecta con la citada B265.
Actualmente no tiene comunicación por tren; existió una vía secundaria pero actualmente está reconvertida en un camino para senderismo y ciclismo. Las estación más cercana se sitúa en Jünkerath a 13 km. Se puede acceder a esta estación mediante la línea de autobús 502 que también discurre por las localidades vecinas de Ormont, Scheid, Kronenburg y Stadtkyll.
El aeropuerto más cercano es el Colonia/Bonn a unos 99 km.

### Sanidad
El municipio no cuenta con farmacias. Las más cercanas se sitúan en Berk a 9 km y Jünkerath a 13 km. Tampoco cuenta con médicos que tengan consulta abierta en la localidad. Los profesionales más próximos se encuentran en la citada Jünkerath.
Los hospitales regionales que dan servicio a Hallschlag son el St. Elisabeth situado en Gerolstein a 30 km y el Maria Hilf en Daun a 45 km. Ambos establecimientos cuenta con servicio de urgencias.

### Educación
La mancomunidad de municipios a la que pertenece Hallschlag se encarga del funcionamiento de los centros educativos. La inspección y control de los mismos corre a cargo de la Aufsichts- und Dienstleistungsdirektion situada en Tréveris.
Hallschlag cuenta con una escuela infantil de 50 plazas para atender las necesidades de sus habitantes. La educación primaria se ofrece en escuelas situadas en otras localidades, en concreto:  Stadtkyll (8 km), Jünkerath (13 km) y Lissendorf (18 km). Para la educación secundaria, los estudiantes pueden acudir al centro que existe en la citada Jünkerath. El bachillerato se ofrece en institutos de los municipios de Jünkerath y Prüm (19 km). Los alumnos que siguen formación profesional disponen de instalaciones en Gerolstein (29 km) y Prüm.
Por otro lado, en la casa parroquial de St. Nikolaus se sitúa una biblioteca.

### Deporte
El municipio cuenta con un campo de fútbol donde entrena y juega el equipo local: SV Hallschlag 1920. En estas instalaciones también se puede practicar tenis de mesa y gimnasia, actividades para las que el club cuenta con entrenadores . En Jünkerath, por su parte, existe una piscina cubierta y las instalaciones deportivas de Fair-Play-Arena Obere Kyll donde se pueden practicar una amplia variedad de deportes y tipos de atletismo. La situación junto al pantano Kronenburger See permite el ejercicio de deportes acuáticos así como de la pesca.

### Protección
La localidad no cuenta con comisaría de policía y depende de la situada a 19 km en Prüm que, a su vez, depende de la dirección de policía de Wittlich.
Para el servicio de protección antiincendios, Hallschlag cuenta con su propia agrupación de bomberos voluntarios.

### Religión
En el ámbito religioso, respecto a la confesión católica, la localidad está incluida dentro de la diócesis del obispado de Tréveris y cuenta con la iglesia de St. Nikolaus
construida en 1867.
Para la confesión evangélica, se integra en la «Iglesia Evangélica de Renania» dentro de su distrito de Tréveris. No existe templo propio y los fieles tienen que acudir a la vecina Gerolstein.

## Economía

### Actividades
En el municipio existen 9 explotaciones agropecuarias que utilizan una media de 80 ha de cultivo y pastos. La cabaña ganadera se compone de 708 vacas lecheras y 581 terneros. En el plano industrial, existe una fábrica que produce briquetas de varios materiales y que da trabajo a 30 personas.
Cuenta con un polígono industrial de 20 627 mt2 de los que en 2015 estaban disponibles 15 300 mt2.  La mancomunidad de municipios pone a disposición de los emprendedores una persona para aconsejar y ayudar con los trámites administrativos a la hora de crear una empresa.
Su término municipal está cubierto por un buen número de aerogeneradores que forman el parque Windpark Hallschlag.

### Trabajo
| Lugar de trabajo de los habitantes del municipio de Hallschlag (2011) | Personas | %      |
| --------------------------------------------------------------------- | -------- | ------ |
| Habitantes que trabajan en la misma localidad                         | 157      | 49,2 % |
| Habitantes que trabajan otras localidades                             | 142      | 44,6 % |
| Habitantes en situación de desempleo                                  | 20       | 6,3 %  |
| Total población activa                                                | 319      | 100 %  |
|                                                                       |          |        |
| Ocupación de los puestos de trabajo en Hallschlag (2011)              | Puestos  | %      |
| Puestos ocupados por personas que viven en la localidad               | 157      | 72,0 % |
| Puestos ocupados por personas que viven en otras localidades          | 61       | 28,0 % |
| Total puestos de trabajo                                              | 218      | 100 %  |

Habitualmente, 61 personas vienen a trabajar diariamente al pueblo mientras 142 parten de la población para ejercer sus actividades en otros lugares.
La población activa de Hallschlag la componen 319 personas de las que un 45 % desarrollan su trabajo fuera de la localidad. Los puestos de trabajo, por su parte, son 218 de los que un 28 % son ocupados por personas que viven en otras localidades y acuden diariamente a la Hallschlag para trabajar. Esto es algo habitual en la región de Eifel, especialmente en el área norte donde dos tercios de los trabajadores se desplazan a otra población para desarrollar su labor.

### Nivel económico
La población en el total del municipio tiene un nivel económico inferior en comparación con el resto del país. Los ingresos medios anuales de los habitantes obligados a pagar impuestos son de 23 025 euros, un 37 % inferiores a la media de Alemania que se sitúa en 31 500 euros. La tasa media de impuestos que pagan es del 12,7 % mientras que la media nacional se sitúa en el 17,4 %.

## Turismo

### Elementos destacados
El municipio de Hallschlag cuenta con dos edificios o instalaciones calificados como bien cultural o Denkmal. Estos son la iglesia parroquial de St. Nikolaus construida en 1867 en estilo neogótico así como las instalaciones de dientes de dragón pertenecientes a la línea Sigfrido.
Aparte de estos, tiene también otros elementos destacados: un abedul con más de 300 años; un haya con una edad estimada entre 500 y 800 años; un antiguo molino de agua o varias cruces del camino entre las que destaca la Pilgerkreuz (cruz del peregrino) erigida por una Sankt-Matthias-Bruderschaft (hermandad de San Matías) a la salida de la población en dirección a Ormont.

### Atracciones

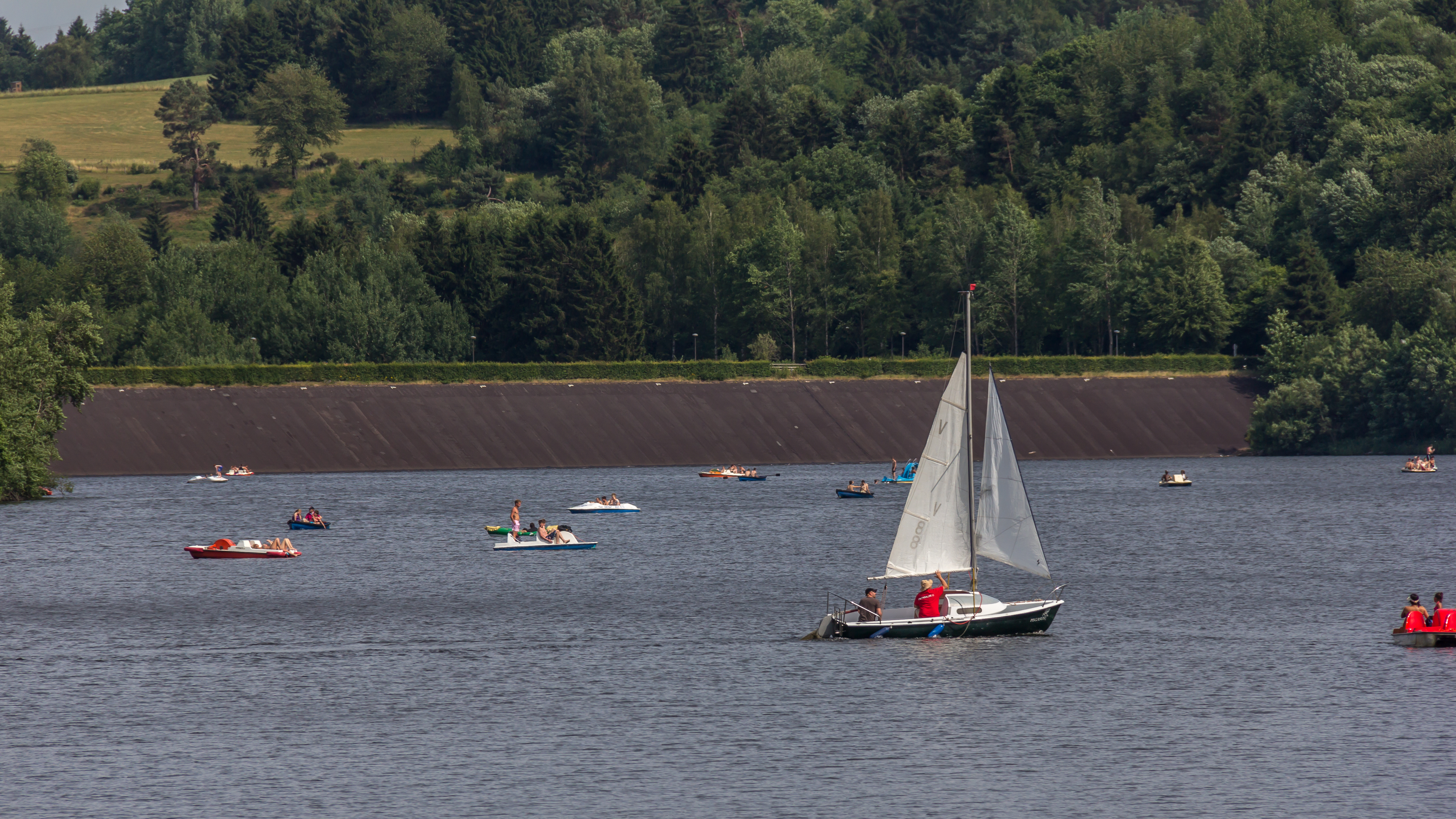
Embarcaciones de recreo en el pantano Kronenburger See. Su cabecera se encuentra en el término de Hallschlag y constituye una de sus atracciones turísticas.

La oferta turística del municipio se integra dentro de la que ofrece la mancomunidad Obere Kyll que, a su vez, conjuntamente con los municipios vecinos de Renania del Norte, forman una mancomunidad de nivel mayor llamada Dahlem-Schmidtheim para gestionar lo que denominan Feriengebiet Oberes Kylltall (en español: «región de vacaciones del valle del Kyll superior»). Para la gestión del turismo en la citada región tienen constituida la asociación Verein Erholungsgebiet Oberes Kylltal e.V..
La oferta turística está bastante centrada en la naturaleza, principalmente en el senderismo y el ciclismo. Un elemento destacado de la región es el pantano Kronenburger See, parte del cual está en el término de Hallschlag. A la orilla de este pantano existen zonas acondicionadas para el disfrute del entorno así como para varias actividades acuáticas.
Un buen número de rutas discurren por el término municipal. Estas son tanto de corta como de larga distancia y están indicadas para recorrerse andando o en bicicleta. Son de destacar el camino de Matías así como dos caminos de Santiago: uno que viene desde Hellenthal y otro desde Bonn.

### Infraestructura
La mancomunidad tienen un centro de información en Stadtkyll así como un servicio de reservas para los diversos alojamientos en la región.
Para el alojamiento de aquellos que lo visitan, en el municipio se sitúan dos casas de vacaciones con capacidad para doce personas. Por otro lado, también se encuentra en su término un amplio camping con certificación ecológica situado a la orilla del pantano.

## Otra bibliografía utilizada en el artículo
1. Bevölkerung und Haushalte (2011).  Statistischer Landesamt Rheiland-Pfalz, ed. Zensus 2011. Bevölkerung und Haushalte: Gemeinde Hallschlag (PDF) (en alemán). Consultado el 7 de enero de 2017.
2. Tourist-Information Oberes Kylltall (2016).  Tourist-Information Oberes Kylltall, ed. Ihre Gastgeber 2016 (PDF) (en alemán). Archivado desde el original el 18 de enero de 2017. Consultado el 15 de enero de 2017.

- Datos: Q567258
- Multimedia: Hallschlag / Q567258